# میانده (رودسر)
میانده ، روستایی از توابع بخش چابکسر شهرستان رودسر در استان گیلان ایران است. در اصطلاح محلی و قدیمی به آن میندی گفته شده و به اهالی آن میندیج میگویند. دارای بخش های مختلفی در حال حاضر است، از جمله کهنه میندی، کندسر، میانده، برتلو،  جیرمحله، بندبن، کوه مهران، مازوکله پشته، تازه آباد ، کله گردن و جنگسرا می باشد. راه  روستای جنگسرا از قدیم میانده بوده است. چابکسر در تا قبل از نیمه قرن ۱۳ هجری قمری محل تمرکز و بازارش میانده بوده و خود قریه چابکسر وجود نداشته است.  میانده که در قدیم بلوک میانده بوده مرکز مذهبی مهمی از پیش از اسلام نیز بوده و سرولات و قرا و مراتع و قصبه های از بین رفته ناحیه آن به احتمال در زیر سایه میانده واقع شده است. میانده مدفن سید ابوجعفر ابیض معروف به ثائر فی الله یا سید ابیض موسس و بانی شهر هوسم یا رودسر قدیم بوده‌ است. هوسم در اواخر قرن سوم هجری‌قمری مرکز حکمرانی علویان زیدی در گیلان (دوران حکومت ناصر کبیر) بود، درجه اعتبار و آبادی برای بلوک میانده در آن زمان بوده است. طبق نوشتار کتاب تاریخ رامسر مرحوم استاد رحیمیان در تاریخ رامسر، میانده یا همان میندی عبادات گاه قدیمی معبد آناهیتا از پیش از اسلام بوده از این جهت بعد از اسلام در دوره زیدیان هم جایگاه مذهبی خود را بین مردم و حاکمان محلی حفظ کرد. بلوک سرولات متصل به بلوک‌میانده قدیم در رانکوه قدیم و در دوران پسا حکومت کیاییان در محدوده قصبه تنهجان و گرجیان واقع بوده است،  میانده و سرولات در  غرب نقشه محدوده تقریبی سخت سر واقع بوده اند.  ولایت تنهیجان و گرجیان شامل سخت سر، مساحت سخت سر در گذشته بسیار کم  بود و به ولایات گُرجیان، کَلاجه کوه(کلیج کوه در رمک امروزی) و تَنهیجان محدود میشد. در اواخر قرن هشتم قمری مقّر ییلاقی حکومت سید کیای رکابزن کیایی  در جورده تنهیجان(جواهرده) و مقر گیلانی(قشلاقی) او در گرمه رود(آبگرم سر پشت هتل های بزرگ) بود. بامسی(تِمی جان کِری) امروزی نیز در گذشته شهر بزرگی بود و مقّر گیلانی حاکمان این دیار بود. مرکز مذهبی حکومت آنها میانده چابکسر امروزی و کهنه میندی بوده است. ییلاقات چون جیردشتان، تماشای کوه و گردپشته و خشکاسرا، آهن پوچان ( آهن پزان ) مناطق آباد و ییلاقی و مرتعی جنگلی بلوک میانده و سرولات در قرون هفتم، هشتم و نهم هجری در دوره حكومت کیاییان بوده است. بقعه قبل از ۱۳۸۰ شمسی مقبره  سیدابوجعفرابیض شکل زیر داشت، بخش گنبد خانه بنا دارای پلانی هشت ضلعی به صورت مستتر در میان  فضای اصلی با پلان مستطیل و از جنس آجر با ملات سیمان در بدنه ساخته شده است، پلان بقعه مستطیل و به طول ۱۱ و عرض ۸ متر است . ورودی بنا در سمت شمال قرار دارد و ایوان آن با دیواره های نرده ای مشبک احاطه شده است . اندازه اتاق گنبدخانه 330×370 سانتیمتر است . ازاره این اتاق به ارتفاع ۷۳ سانتیمتر با کاشی شش ضلعی فیروزه ای پوشیده شده است. صندوق حرم با تزئینات کنده کاری و کتیبه هایی از آیات قرآنی به خط نسخ به دستور سلطان محمد کیا ساخته شده و تاریخ ۸۵۵ هجری قمری بر آن دیده می شود. بقعه دارای دو مناره جدید و گنبدی سیمانی است . داخل بنا نیز جدید و نمای سنگ مرمر دارد . در این بنا هیچ نشانه ای از آثار دوره ایلخانی به چشم نمی خورد و تنها دری قدیمی در قابی شیشه ای در بقعه وجود دارد. این در دارای دو لنگه در ابعاد 110 × 163 سانتیمتر است که در سمت شمال مجموعه قرار گرفته است . در دو طرف این در دو ستون چوبی با کتیبه وجود دارد که نام سازنده و کاتب نوشته ها به چشم می خورد. خط کتیبه اثر محمد کاظم کاتب طالقانی و سازنده آن استاد قلی توبنجانی  به تاریخ ۱۳۱۹  هجری قمری مقارن با پادشاهی مظفرالدین شاه قاجار است. قدیمی ترین کتیبه موجود در بنا مربوط به سال ۸۴۲ هجری قمری اثر استاد علی ابن استاد ابراهیم تمجانی است که به دستور سید محمد کیا و یحیی قاضی  و نایب احمد  و کاتب المعروف حاجی محمد ساخته شده است. در اواخر دوره قاجار و همزمان با آغاز جنگ جهانی اول و پس از آن تا نیمه حکومت رضاشاه با خاندان ایران‌نژاد رانکوهی، بلوکباشی سیاهکلرودی، روحانی، میررضایی، صالحیان ، نوربخش ، پیشوایی که از بستگان صوفی املشی و مسیحا لنگرودی و منجم باشی بودند، مالکیت در میانده داشتند. در ۱۳۱۸ قمری مطابق سند بیع عرصه و اعیان بخش های از بلوک میانده رانکوه شامل خود قریه میانده، و بخش های از سرولات هم می‌شد شامل، عمارات و باغات و مراتع و توابع آن و و اراضی آباد و غیره آن به قیمت ۱۷۰۰ تومان نقره سلطانی از میرزا اسحاق خان مشکوة السلطنه به مهدی شریعتمدار فروخته شده است. ملا میرزا محمدمهدی شریعتمدار فرزند حاج ملا رفیع شریعتمدار از مشاهیر رجال گیلان در عصر مشروطه بود. وی دارای نفوذ سیاسی و بخشی از ثروت افسانه‌ای بوده و همیشه طرف توجه و مشورت حکمرانان گیلان بود تا زمان  انقلاب محرم ۱۳۲۷ قمری رشت مغضوب و خانه‌نشین شد و از فعالیت‌های سیاسی و اجتماعی کناره‌گیری کرد. رودخانه میانده رود مطابق اسناد محلی دارای محل قایقرانی بندری و کرجی و تجارت بوده است و احتمالا با روس ها تجارت می کردند و همچنین با بندر ترک رود و لله رود رودسر هم تجارت دریایی و بازار محلی می پرداختند به احتمال این قایق رانی تا اواخر دوره قاجار دایر بوده است. با توجه به اسناد موجود در روستاهای بلوک اوشیان املاک خرده مالکینی بود بطور مثال در میانده و کندسر به سید هادی روحانی، میررضایی، نوربخش، علی اکبری، موقری، میراقاجانی، میرجعفری و غیره اشاره شده. در شیخ زاهد محله به املاک، حسن زاده، زاهدی، حسین زاهد، رضازاده و غیره اشاره شده. در قریه های فکجور و دوگلسر و دوران به رهنما، احسانگر، فتح الهی ، محمدی و نیک روش و بانبَرستیاه یا مهدوی، نصرالهی و دیگران و در قریه چابکسر به کاظم و عمران و عزیز معتمدچابکی، باباپور، سید محسن پیشوایی، غلامی، محمدی، میرمهدوی چابکی  ، شریفی چابکی و غیره اشاره شده است و بلوکباشی (تقی‌پورکندسر)، غلامرضا و ذبیح الله ملکی، رحیم بابایی، ابوالقاسمی، احمدزاده، کهن، تفاوت  در سرولات که به کشاورزی های زراعت برنج، باغ توت مرکبات، چای و مراتع اشاره شده است و حتی حق شرب از رودخانه ها ، وجود چند آبدنگ یا آسیاب آبی در هر قریه درون اسناد با عمارات اشاره شده است. بهره کشی بویژه در املاک اختصاصی رضاشاه شدیدتر بود. دهقانان این املاک در واقع وابسته به زمین بودند. هیچ بنگاه محتاج به کارگر حق پذیرفتن دهقانانی که املاک اختصاصی را ترک میکردند، نداشت. حتی راه آهن ایران در بخش مازندران مجبور بود کارگرانی از نقاط دیگر ایران استخدام نماید. حتی در این بین اهالی سرولات و حومه ، چابکسر، میانده، کندسر و شیخ زاهد محله و فکجور را برای کار اجباری و بیگاری به تنکابن و نوشهر برده و در ساخت بندر، آباد کردن جنگل های مخروبه استفاده می‌شده است. این تصرفات و غصب گسترده اداره املاک اختصاصی نه‌تنها باعث تغییر ساختار مالکیتی منطقه شد، بلکه بر زندگی مردم محلی نیز تاثیرات عمیقی گذاشت. افراد بومی که پیش از این در باغات، مراتع و مزارع به کار مشغول بودند، تحت سیاست‌های رضا شاه به رعیت و باغبان املاک پهلوی تبدیل شدند. مطابق عکس هوایی ۱۹۵۴ آمریکایی ها در سازمان تقشه برداری  و همچنین شنیده های محلی آب رودخانه اچی رود در دهه ۱۳۲۰ حدود سال‌های ۲۸ تا ۱۳۳۱  شمسی طغیان بزرگی نموده و با عبور از مناطق برتولو و ورود به مزارع شالیزار خش بجار و باغ ایران نژاد از بالای لات محل چابکسر به رودخانه میانده رود ریخته و یک دلتای بزرگ ایجاد کرده است.

## جمعیت
این روستا در دهستان اوشیان قرار دارد و براساس سرشماری مرکز آمار ایران در سال ۱۳۸۵، جمعیت آن ۷۶ نفر (۱۹خانوار) بوده‌است.